# Damian Pawłowski
Damian Pawłowski (ur. 27 stycznia 1999 w Szczecinie) – polski piłkarz, występujący na pozycji pomocnika w Pogoni Szczecin, Wigrach Suwałki, Wiśle Kraków, Stali Mielec, Zagłębiu Sosnowiec, Pogoni Grodzisk Mazowiecki i KTS Weszło. W latach 2014–2019 młodzieżowy reprezentant Polski.